# استفانو سالواتوری
استفانو سالواتوری (انگلیسی: Stefano Salvatori; ۲۹ دسامبر ۱۹۶۷ – ۳۱ اکتبر ۲۰۱۷) بازیکن فوتبال اهل ایتالیا بود.
از باشگاه‌هایی که در آن بازی کرده‌است می‌توان به باشگاه فوتبال فیورنتینا، باشگاه فوتبال پارما، باشگاه فوتبال هارت آف میدلوتیان، باشگاه فوتبال آتالانتا، باشگاه فوتبال آ.ث. میلان، و باشگاه فوتبال اسپال اشاره کرد.
وی همچنین در تیم‌های ملی فوتبال زیر ۲۱ سال ایتالیا و Italy national football B team بازی کرده‌است.